# Người thu thuế

Một người thu thuế tại nơi làm việc - từ một minh họa của Henry Holiday trong The Hunting of the Snark (1876) của Lewis Carroll.

Người thu thuế là một người chuyên thu thuế chưa thanh toán từ người khác hoặc các tổ chức kinh doanh. Thuật ngữ này cũng có thể được áp dụng cho những người kiểm toán khai thuế. Những người thu thuế thường được miêu tả trong tiểu thuyết là xấu xa, và trong thế giới hiện đại có chung một khuôn mẫu tương tự như luật sư. 

## Lịch sử

### Người thu thuế trong Kinh thánh
Người thu thuế, được nhắc đến nhiều lần trong Kinh thánh (chủ yếu trong Tân Ước). Họ đã bị người Do Thái thời Chúa Jesus chửi rủa vì lòng tham và sự hợp tác của họ với người chiếm đóng La Mã. Những người thu thuế đã tích lũy tài sản cá nhân bằng cách yêu cầu thanh toán thuế vượt quá những gì Rome đánh thuế và giữ chênh lệch. Họ làm việc cho nông dân thuế. Trong Phúc âm Thánh Luca, Giêsu đồng cảm với người thu thuế Zacchaeus, gây ra sự phẫn nộ từ đám đông rằng Chúa Giêsu thà làm khách của một tội nhân hơn là một người đáng kính hay " công bình " hơn. Matthew Tông đồ trong Tân Ước là một người thu thuế.